# Ctenophorus nuchalis
Espèce
Synonymes
- Macrops nuchalis De Vis, 1884
- Grammatophora inermis De Vis, 1888
- Amphibolurus reticulatus major Sternfeld, 1919

Statut de conservation UICN

 LC  : Préoccupation mineure
Ctenophorus nuchalis est une espèce de sauriens de la famille des Agamidae.

## Répartition
Cette espèce est endémique d'Australie. Elle se rencontre en Australie-Occidentale, en Australie-Méridionale, au Territoire du Nord, au Queensland et en Nouvelle-Galles du Sud .

## Publication originale
- De Vis, 1884 : On new species of Australian lizards. Proceedings of the Royal Society of Queensland, vol. 1, p. 97-100 (texte intégral).